# Синтіоана (Бістріца-Несеуд)
Синтіоана (рум. Sântioana) — село у повіті Бистриця-Несеуд в Румунії. Входить до складу комуни Мерішелу.
Село розташоване на відстані 309 км на північ від Бухареста, 14 км на південь від Бистриці, 77 км на схід від Клуж-Напоки.

## Населення
За даними перепису населення 2002 року у селі проживала 541 особа. Усі жителі села рідною мовою назвали румунську.
Національний склад населення села:
| Національність | Кількість осіб | Відсоток |
| -------------- | -------------- | -------- |
| румуни         | 528            | 97,6%    |
| цигани         | 13             | 2,4%     |